# All This Love
Albums de DeBarge
The DeBarges
(1981) In a Special Way
(1983)
Singles
1. Stop! Don't Tease Me
Sortie : 12 juillet 1982
2. I Like It
Sortie : 20 août 1982
3. All This Love
Sortie : 17 octobre 1982

All This Love est le deuxième album studio de DeBarge, sorti le 22 avril 1982.
L'album s'est classé 24e au Billboard 200 et a été certifié disque d'or par la Recording Industry Association of America (RIAA) le 13 juillet 1983.

## Liste des titres
| 1. | I'll Never Fall in Love Again | El DeBarge, James DeBarge                | 4:37 |
| 2. | Stop! Don't Tease Me          | E. DeBarge                               | 6:00 |
| 3. | I Like It                     | Randy DeBarge, E. DeBarge, Bunny DeBarge | 4:40 |
| 4. | Can't Stop                    | Raymond Crossley, Curtis Nolen           | 4:05 |

| 1. | All This Love         | E. DeBarge               | 5:52 |
| 2. | It's Getting Stronger | B. DeBarge               | 4:00 |
| 3. | Life Begins with You  | Mark DeBarge, B. DeBarge | 4:48 |
| 4. | I'm in Love with You  | M. DeBarge               | 3:35 |

## Personnel

### DeBarge
- Bunny DeBarge : chant
- El DeBarge : chant, claviers
- Mark DeBarge : chant, trompette, saxophone
- Randy DeBarge : basse, chant
- James DeBarge : chant, claviers

### Musiciens additionnels
- Ollie E. Brown, Ricky Lawson : batterie
- Richard Heath, Nathan Hughes : percussions
- Freddie Washington, Ken Wild : basse
- Raymond Crossley, Russell Ferrante : claviers, synthétiseurs
- Russell Ferrante, Charles Fearing, José Feliciano, Robben Ford, Curtis Anthony Nolen : guitares
- Gerald Albright, Jeff Clayton : flûte, saxophone
- George Bohannon : trombone
- Ray Brown : trompette, bugle
- Daniel LaMelle, Damon Rentie : saxophone
- Roy Poper : trompette

## Classements hebdomadaires
| Classement (1982)                   | Meilleure position |
| ----------------------------------- | ------------------ |
| États-Unis (Billboard 200)          | 24                 |
| États-Unis (Top R&B/Hip-Hop Albums) | 3                  |